# NGC 644
NGC 644 é uma galáxia espiral barrada (SBc) localizada na direcção da constelação de Phoenix. Possui uma declinação de -42° 35' 08" e uma ascensão recta de 1 horas, 38 minutos e 52,8 segundos.
A galáxia NGC 644 foi descoberta em 5 de Setembro de 1834 por John Herschel.